# Герб Шевченківського району (Дніпро)
Герб Шевченківського району — офіційний геральдичний символ Шевченківського району міста Дніпро. Затверженний  23 березня 2017 р. рішенням №7 XII сесії районної ради VII скликання. Автори - О.Ю.Потап, С.А.Данович, С.В.Данович.

## Опис
У синьому полі оточений золотим полум'ям червоний птах, над яким три срібні семипроменеві зірки (дві над однією), обабіч два золоті стовпи з трьома зеленими гілками акації та синіми нитяними стовпами по краях. Під щитом на золотій стрічці з синьою підбивкою – напис зеленими літерами "ШЕВЧЕНКІВСЬКИЙ РАЙОН".

## Значення символів
Червоний птах Фенікс нагадує про відродження центральної частини Дніпра після трагічних подій 1943р., коли вона була спалена гітлерівцями. Золоті стовпи з гілками акації уособлюють дворядний бульвар на головному проспекті. Лазурові нитяні стовпи обабіч гілок акації уособлюють трамвайні колії, нагадуючи про найстаріший (після київського) в Україні електричний трамвай, колії якого з 1897р. прямують територією району вздовж головного міського проспекту. Срібні зірки аналогічні до зірок з герба Дніпра і вказують на територіальну приналежність Шевченківського району та підпорядкованість Дніпровській міській раді. 

## Історія

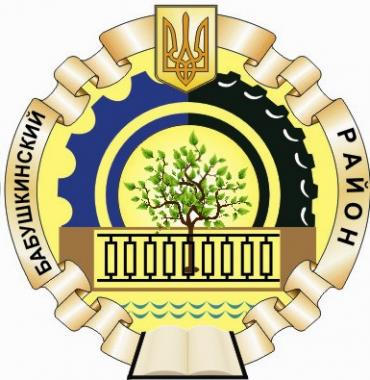
Попередній варіант